# Madron Seligman
Madron Seligman (ur. 10 listopada 1918 w Leatherhead, zm. 9 lipca 2002) – brytyjski polityk i menedżer, poseł do Parlamentu Europejskiego I, II i III kadencji.

## Życiorys
Kształcił się w Harrow School, następnie studiował politologię, filozofię i ekonomię w Balliol College w Oksfordzie. W trakcie II wojny światowej służył w wojskach pancernych, brał m.in. udział w bitwie o Monte Cassino. Zdemobilizowany został w stopniu majora. Pracował następnie w przedsiębiorstwie przemysłowym APV, był m.in. jego dyrektorem zarządzającym.
Był wieloletnim przyjacielem Edwarda Heatha. Działał również w Partii Konserwatywnej. W latach 1979–1994 przez trzy kadencje sprawował mandat posła do Parlamentu Europejskiego.